# Mikołaj Prus-Więckowski
Mikołaj Prus-Więckowski, poljski general, * 1890, † 1961.